# Kerry Sherman
Kerry Sherman, właściwie Katherine O'Rene MacDonald (ur. 4 października 1953 w Los Angeles) – amerykańska aktorka telewizyjna.

## Wybrana filmografia

### Filmy fabularne
- 1977: Cheerleaderki szatana (Satan's Cheerleaders) jako Patti
- 1979: 1941 jako dziewczyna USO
- 1982: 48 godzin (48 Hours) jako Rosalie, zakładniczka
- 1983: Oczy ognia (Eyes of Fire) jako Margaret Buchanan
- 1984: Ściśle tajne (Top Secret!) jako Joyce
- 1988: Idealne swaty (The Perfect Match) jako Jeannine

### Seriale TV
- 1971: Hawaje pięć-zero (Hawaii Five-O) jako Brenda
- 1976: Sześcio-milionowo-dolarowy człowiek (The Six Million Dollar Man) jako Colleen Lightfoot
- 1977: Barnaby Jones jako Sherry Gordon
- 1977: Hawaje pięć-zero (Hawaii Five-O) jako Wendy
- 1977: Sierżant Anderson (Police Woman)
- 1978: Lou Grant jako Barbara
- 1978: Wonder Woman jako Kathy Munro
- 1978: Hawaje pięć-zero (Hawaii Five-O) jako Cindy Rawlins
- 1979: Jak zdobywano Dziki Zachód (How the West Was Won) jako Cathy Ferguson
- 1982: Magnum jako Eleanor Greeley
- 1982: Knots Landing jako Bess Riker
- 1984-86: Santa Barbara jako Amy Perkins Wallace
- 1986: Napisała: Morderstwo (Murder, She Wrote) jako Rosie